# Левин, Роберт Дэвид
Роберт Дэвид Левин (13 октября, 1947) — американский классический пианист, музыковед
 и композитор. Окончил Гарвардский университет, где в 1968 году получил титул бакалавра искусств magna cum laude с дипломной работой на тему «Незавершенные произведения В. А. Моцарта».
Академическая карьера Левина включает в себя, в дополнение к истории музыки и теории, также преподавание и наставничество в практике исполнения (особенно включающее в себя клавишные инструменты и дирижирование с упором на классическую эпоху).
Левин завершил и восстановил несколько композиций XVIII в., включая незаконченные работы Вольфганга Амадея Моцарта и Иоганна Себастьяна Баха.

## Музыкальные записи
- Роберт Левин, Тревор Пиннок, Роберт Хилл, Евгений Королёв, Эдвард Алдвелл, Peter Watchorn. И.С. Бах "Keyboard Works". Записано на античном клавесине и органе. Лейбл: Hanssler Classic
- Роберт Левин, Академия античной музыки, Кристофер Хогвуд. В.А. Моцарт "Piano Concertos K271 & K414". Записано на реплике рояля Вальтера от Пола Макналти. Лейбл: L'Oiseau-Lyre
- Роберт Левин, Джон Эллион Гардинер. Людвиг ван Бетховен "Piano Concertos". Записано на реплике рояля Антона Вальтера от Пола Макналти. Лейбл: Archiv Production
- Роберт Левин, Ким Каркашьян, Робин Шулковски. Пол Чиара, Линда Бушар, Дмитрий Шостакович. Лейбл: ECM Records.
- Роберт Левин. Франц Шуберт "Piano Sonatas". Записано на оригинальном рояле 1825 года от Иоганна Фрица. Лейбл: Sony Classical